# Dino Baggio
Pour les articles homonymes, voir Baggio.
Ne pas confondre avec Roberto Baggio, un autre footballeur international italien de la même époque.
Dino Baggio, né le 24 juillet 1971 à Camposampiero (Italie), est un footballeur international italien qui évolue au poste de milieu de terrain.

## Biographie
Dino Baggio a été finaliste de la Coupe du monde 1994 qui était organisée pour la première fois aux États-Unis. Il est l'un des rares joueurs à avoir remporté la Coupe de l'UEFA à trois reprises[réf. nécessaire].
Le 20 octobre 1998, lors du seizième de finale de la Coupe UEFA 1998-1999 entre Wisła Cracovie et Parme AC (score 1-1), un supporter polonais lance un couteau qui atterrit sur la tête de Dino Baggio. Ce dernier recevra cinq points de suture ; le supporter sera condamné à six ans et demi de prison,.
Il annonce prendre sa retraite sportive en 2005 alors qu'il joue en Serie B avec l'US Triestina, puis, en février 2008, il change d'avis et rejoint l'effectif de Tombolo, un club situé près de sa ville natale, qui évolue en Terza Categoria (it).

## Carrière
- 1988-1991 : Torino FC ( Italie)
- 1991-1992 : Inter Milan ( Italie)
- 1992-1994 : Juventus ( Italie)
- 1994-2000 : Parme FC ( Italie)
- 2000-2003 : Lazio Rome ( Italie)
- 2003-2004 (janv.) : Blackburn Rovers ( Angleterre)
- 2004 (janv.)-2004 (juil.) : Ancona Calcio ( Italie)
- 2005 : US Triestina
- 2008 : Tombolo[4]

## Palmarès

### En club
- Vainqueur de la Coupe de l'UEFA en 1993 avec la Juventus Turin, en 1995 et en 1999 avec Parme AC
- Vainqueur de la Coupe d'Italie en 1999 avec Parme AC
- Vainqueur de la Supercoupe d'Italie en 1999 avec Parme AC
- Vice-champion d'Italie en 1994 avec la Juventus Turin et en 1997 avec Parme AC

### EnÉquipe d'Italie
- 60 sélections et 7 buts entre 1991 et 1999
- Participation à la Coupe du Monde en 1994 (Finaliste) et en 1998 (1/4 de finaliste)
- Participation au Championnat d'Europe des Nations en 1996 (Premier Tour)

#### Buts en Sélection
| Buts en sélection de Dino Baggio | Buts en sélection de Dino Baggio | Buts en sélection de Dino Baggio | Buts en sélection de Dino Baggio | Buts en sélection de Dino Baggio | Buts en sélection de Dino Baggio | Buts en sélection de Dino Baggio        |
| #                                | Date                             | Lieu                             | Adversaire                       | Score                            | Résultats                        | Compétitions                            |
| -------------------------------- | -------------------------------- | -------------------------------- | -------------------------------- | -------------------------------- | -------------------------------- | --------------------------------------- |
| 1                                | 24 février 1993                  | Porto                            | Portugal                         | 3-1                              | 3-1                              | Éliminatoires de la Coupe du monde 1994 |
| 2                                | 24 mars 1993                     | Palerme                          | Malte                            | 1-0                              | 6-1                              | Éliminatoires de la Coupe du monde 1994 |
| 3                                | 17 novembre 1993                 | Milan                            | Portugal                         | 1-0                              | 1-0                              | Éliminatoires de la Coupe du monde 1994 |
| 4                                | 23 mars 1994                     | Stuttgart                        | Allemagne                        | 1-0                              | 1-2                              | Match amical                            |
| 5                                | 23 juin 1994                     | New York                         | Norvège                          | 1-0                              | 1-0                              | Coupe du monde 1994                     |
| 6                                | 9 juillet 1994                   | Boston                           | Espagne                          | 1-0                              | 2-1                              | Coupe du monde 1994                     |
| 7                                | 16 novembre 1994                 | Palerme                          | Croatie                          | 1-2                              | 1-2                              | Éliminatoires Euro 1996                 |